# RQ-4 Global Hawk
RQ-4 Global Hawk – bezzałogowy statek powietrzny (dron) produkowany przez Northrop Grumman, mogący prowadzić rozpoznanie bez przerwy przez 24 godziny z pułapu 20 km.
Pierwsze loty próbne tego aparatu przeprowadzono w 1998 roku, a w 1999 roku siły zbrojne USA otrzymały jeden egzemplarz próbny. Samolot ten nie musi korzystać z lotnisk w rejonie konfliktu zbrojnego, albowiem może wystartować np. z terenu USA i prowadzić rozpoznanie w dowolnym punkcie kuli ziemskiej. Jest to system autonomiczny i po odpowiednim zaprogramowaniu może wykonywać zadania bez udziału operatora. Zamontowane na płatowcu komputery przejęły rolę operatora lotu, jednak zadanie może zostać zmienione lub przerwane przez operatora naziemnego. System nawigacyjny Global Hawk składa się z systemu inercyjnego (INS) oraz systemu satelitarnego (GPS). Aparat posiada także pasywne oraz aktywne systemy zakłócające promieniowanie elektromagnetyczne, wyrzutnię flar termicznych oraz holowany pozorny cel. To w połączeniu z dużym pułapem operacyjnym powoduje, że aparat ten jest trudny do wykrycia i zestrzelenia. Na jego pokład można załadować do 1500 kg sprzętu. Standardowym wyposażeniem są czujniki elektrooptyczne na podczerwień oraz radiolokator.
Global Hawk miał po zakończeniu prób i osiągnięciu pełnej gotowości bojowej zastąpić w 2012 samoloty Lockheed U-2. Na początku stycznia 2012 Pentagon postanowił jednak zachować w linii 33 U-2, anulując zakupy RQ-4 Block 30, w przyszłości USAF ma jednak otrzymać maszyny w wersji Block 40. 29 marca 2014 roku RQ-4 wykonał lot trwający 34,3 h, był to najdłuższy lot tego typu maszyny (bez tankowania w powietrzu).